# ميكايل جيراسولي
ميكايل جيراسولي (بالإيطالية: Michael Girasole)‏ (30 يناير 1989 في إيطاليا - ) هو لاعب كرة قدم إيطالي في مركز الوسط. لعب مع أتالانتا وFC Canavese ‏ وUC AlbinoLeffe ‏.

## روابط خارجية
- ميكايل جيراسولي على موقع قاعدة بيانات كرة القدم.إي يو (الإنجليزية)
- ميكايل جيراسولي على موقع Soccerway.com (الإنجليزية)
- ميكايل جيراسولي على موقع عالم كرة القدم.نت (الإنجليزية)